# محمد العربي التمسماني
محمد العربي التمسماني (ولد بطنجة في 1920 - توفي بتطوان, 6 يناير 2001) كان موسيقيا و قائد أوركسترا مغربيا للموسيقى الأندلسية. يعد أول من أدخل الأصوات النسائية في الأجواق الأندلسية, كما أنه من أوائل الفنانين الذين أقحموا آلة البيانو ضمن هذا الفن. يعتبر محمد العربي التمسماني رفقة مولاي أحمد الوكيلي (1909 - 1988) وعبد الكريم الرايس (1912 - 1996) من مجددي ومطوري الموسيقى الأندلسية المعاصرة بالمغرب.

## حياته
ولد محمد العربي التمسماني سنة 1920 بمدينة طنجة شمال المغرب, وسط عائلة عرفت بولعها الشديد بالموسيقى والفن, حيث أن والده سيدي العربي كان متخصصا في الأزجال والتواشيح والتفعيلات, بينما كانت والدته تجيد العزف على آلة البيانو, ونفس الشيء بالنسبة لشقيقتيها. تلقى التمسماني دراسته الإبتدائية في مدرسة الجمعية الخيرية وتعلم القرآن الكريم مثل كل أطفال جيله, كما كان مواظبا على حضور المجالس العلمية إلى جانب والده والشيخ أبي شعيب الدكالي والمدني بن الحسني والقاضييين إدريس والهاشمي بن خضراء.
على الصعيد الفني, انبنى الخط الموسيقي عند الراحل محمد العربي التمسماني على الحفظ الجيد والسمع الدقيق والذاكرة الموسيقية وبالأخص على الصولفيج. بعد تعلمه الجيد للبيانو, أصبح من الأوائل الذين أدرجوه كآلة ضمن آلات الموسيقى الأندلسية.
سنة 1956, عُيًن التمسماني مديرا للمعهد الموسيقي بتطوان. خلال فترة إدارته, عمل مع جوق تطوان على عزف وتنسيق عدد كبير من التوشيات والنوبات, كما صحح عددا من الأخطاء فيها. ضمن أعماله الفنية, قام بجمع العشر صنائع في الدرج التي تم حفظها بالكامل وتسجيلها في الإذاعة المغربية عام 1966.
توفي محمد العربي التمسماني يوم 6 يناير 2001 بتطوان, بعد صراع مرير مع مرض عضال. سمًي جوق المعهد الموسيقي بتطوان باسمه: جوق محمد العربي التمساني, والذي يترأسه الأستاذ محمد الأمين الأكرمي, و تؤدي مقطوعاته الصوتيه الفنانة زينب أفيلال.

## روابط خارجية
- محمد العربي التمسماني على موقع ميوزك برينز (الإنجليزية)